# Valle di Hetch Hetchy
La Valle di Hetch Hetchy (Hetch Hetchy Valley in inglese) è una valle di formazione glaciale che si trova nel Parco nazionale di Yosemite in California. Essa attualmente è completamente sommersa a causa della diga di O'Shaughnessy, che forma la riserva idrica di Hetch Hetchy Reservoir. Il fiume Tuolumne rifornisce la riserva. Al di sopra della valle si trova il canyon del Tuolumne. La riserva rifornisce l'acquedotto Hetch Hetchy.

## Storia

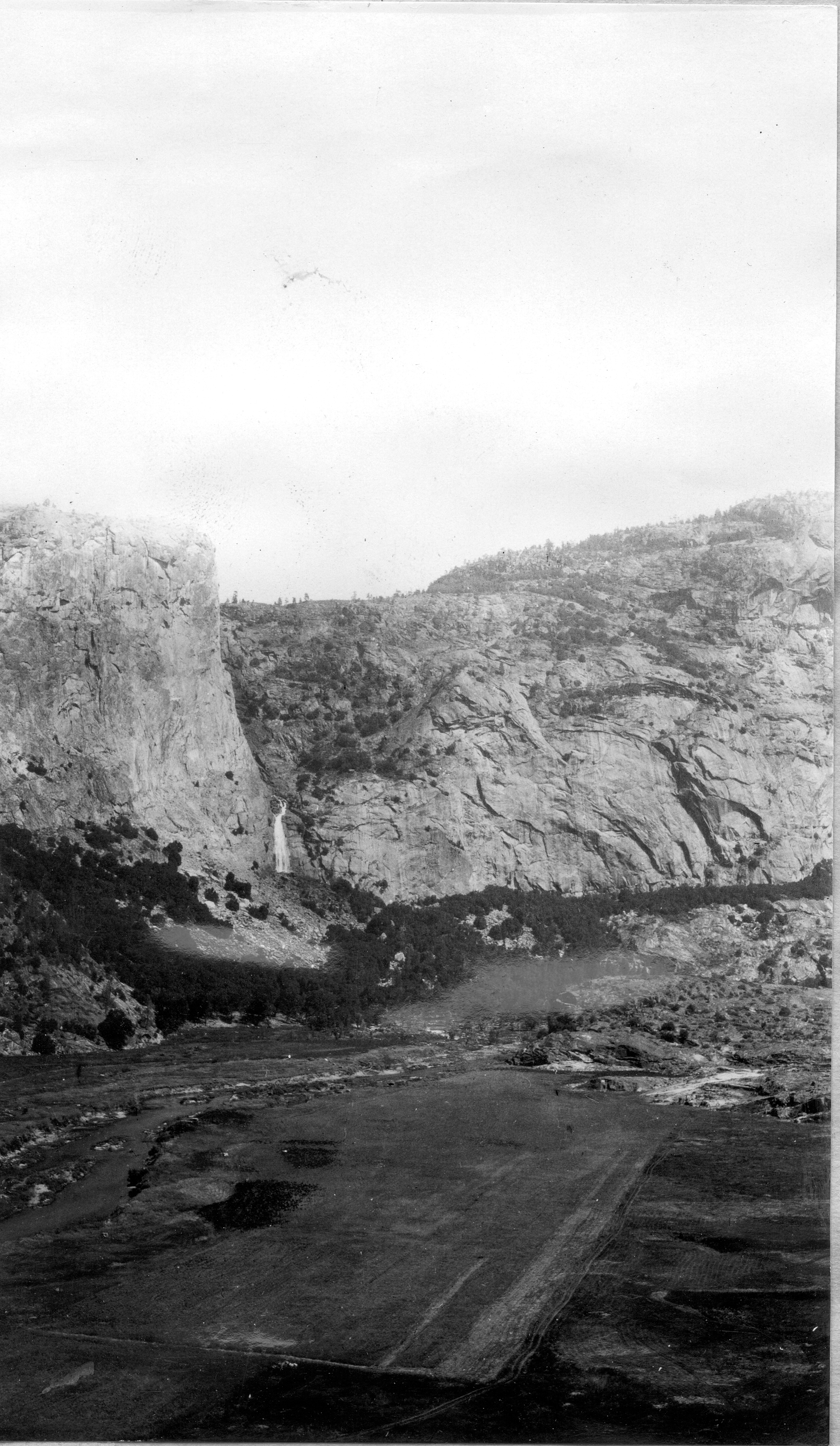
La valle prima di essere allagata, 1914 circa

Il nome "Hetch Hetchy" deriva da un'erba che cresce nella valle, così chiamata nel linguaggio dei pellerossa Miwok abitanti della Sierra. Fu usato da Joseph Screech il quale nel 1850 fu il primo europeo ad entrare nella valle. Charles F. Hoffmann del California Geological Survey condusse la prima esplorazione della valle nel 1867.

Nel 1906, dopo il terremoto di San Francisco, San Francisco chiese al Dipartimento degli Interni degli Stati Uniti d'America il diritto di usufruire delle acque di Hetch Hetchy. Questo provocò una battaglia ambientalista di 7 anni contro il Sierra Club, guidato dall'ambientalista John Muir. Muir osservò:
Coloro che proponevano la diga replicarono che la valle sarebbe stata molto più bella con un lago.